# 福祿特帆船
福祿特（fluyt、fluit、flute）是荷蘭式帆船，最初設計成專門的貨物運送船。源自十六世紀的尼德蘭，為了有益於越洋運貨，在設計上將空間與船員效率提升成最大值。這種船廉價而可以大量製造，搭載十二至十五門加農砲，雖然對海盜來說還算是有點容易得手的目標，但福祿特帆船還是十七世紀荷蘭海運帝國崛起的重大因素。平均重兩百至三百噸，平均長二十四點四公尺。

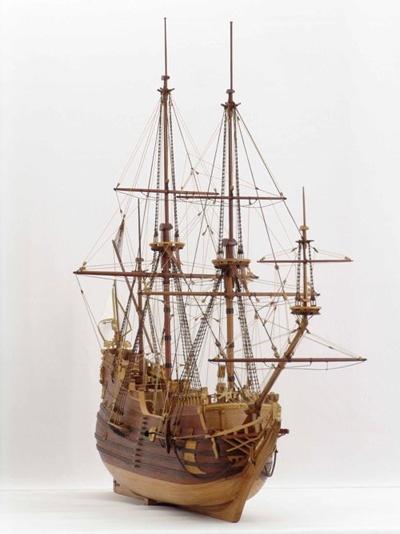
福祿特船模型前視圖。
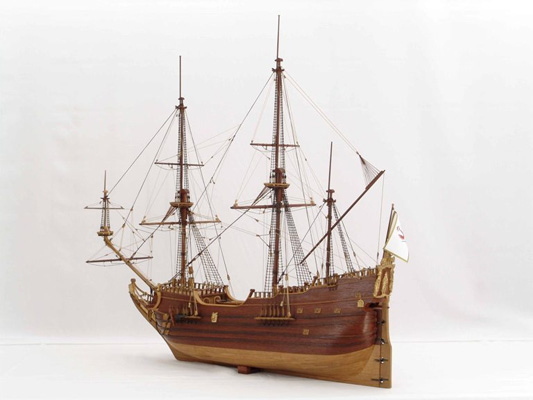
福祿特船模型側視圖。